# Hugo Pahl
Hugo Hermann Pahl (* 24. Januar 1900 in Laboe; † 31. Oktober 1986 in Heidelberg) war ein deutscher Marineoffizier der Kriegsmarine, zuletzt Kapitän zur See und Führer der Minenschiffe während des Zweiten Weltkriegs.

## Leben und Wirken
Hugo Pahl trat im Juli 1918 als Seekadett in die Kaiserliche Marine ein. Bis Kriegsende war er zur Ausbildung an der Marineschule und auf der Schlesien.
Nach dem Krieg wurde er in die Reichsmarine übernommen und hier am 13. November 1920 Fähnrich zur See. Es folgten am 1. April 1923 seine Beförderung zum Leutnant zur See und am 1. Juli 1925 zum Oberleutnant zur See. 1931 war er Adjutant des Vorstands der Zentralabteilung des Marinearsenals Kiel. Als Kapitänleutnant (Beförderung am 1. April 1933) war er 1935 Chef der 1. Räumbootsflottille in Kiel.
Zu Beginn des Zweiten Weltkriegs war Pahl Referent der Sperrwaffeninspektion, eine Aufgabe, die er von Juni 1938 bis September 1939 innehatte. Anschließend wurde er zur Kriegsmarinedienststelle Bremen versetzt und war als Kommandant des Hilfskreuzers Pinguin (Schiff 33) vorgesehen. Bereits vor dessen Indienststellung wurde er als Korvettenkapitän im November 1939 Kommandant des Schiff 23 (Cairo). Er war mit diesem Schiff bis Mai 1940 als Eisbrecher und zum Handelskrieg in der Ostsee eingesetzt, um anschließend als Referent in die Sperrwaffeninspektion zurückzukehren. Als 3. Admiralstabsoffizier ging er von Januar 1941 bis April 1943 zum Stab Deutsches Marinekommando Italien und wurde dort am 1. August 1942 zum Kapitän zur See befördert. In gleicher Funktion war er von Mai 1943 bis Februar 1944 beim Marinegruppenkommando Nord und zugleich beim Flottenkommando tätig. Ab Februar 1944 war er bis Kriegsende der Führer der Minenschiffe. Er erhielt das Deutsche Kreuz in Gold am 29. September 1944.
Hugo Pahl bestätigte in seiner Funktion als Führer der Minenschiffe die Urteile für die am 5. Mai 1945, dem Tag des Inkrafttretens der Kapitulation der deutschen Streitkräfte in Nordeuropa, verhängten Todesstrafen von elf deutschen Soldaten der Mannschaft des Minensuchbootes M 612 wegen „militärischen Aufruhrs“. Ein Ermittlungsverfahren gegen ihn als Gerichtsherrn des Standgerichtsverfahrens wurde 1950 nach einer eidesstattlichen Aussage des ehemaligen Dönitz-Adjutanten Walter Lüdde, dass Pahl nichts von der bedingungslosen Kapitulation gewusst habe, eingestellt.
In dem 1984 erschienenen Buch Ein Kriegsende von Siegfried Lenz und in dem 5-teiligen DDR-Fernsehfilm „Rottenknechte“ aus dem Jahr 1971 wird dieser Vorfall nachgezeichnet. In der Dokumentation wird Hugo Pahl von dem Schauspieler Wolfgang Dehler gespielt.
Am 6. März 1946 wurde Pahl aus dem Dienst und der Gefangenschaft entlassen.
Später wurde Hugo Pahl Besitzer einer Zementfabrik (an anderer Stelle „Dosenfabrikant“) in Heidelberg. Noch 1967 rechtfertigte er seine Entscheidung als seinerzeit korrekt.